# Femme Fatale Tour
Femme Fatale Tour foi a oitava turnê mundial da cantora americana Britney Spears, em suporte para o seu álbum Femme Fatale. A turnê foi oficialmente anunciada em Março de 2011, com datas para os locais norte-americanos revelados. Foi inicialmente planejado como uma excursão co-headlining com Enrique Iglesias, mas ele cancelou apenas algumas horas após o anúncio. O estilista Zaldy Goco criou o figurino. A turnê é inspirado em mulheres fatais ao longo dos tempos, e apresenta Spears mudando de pessoas durante o show.
A turnê, dividida em cinco segmentos, retrata uma história em que Spears é uma agente secreta, que é perseguida por um stalker. A primeira seção apresenta-la a escapar da prisão, juntamente com outros presos do sexo feminino. O segundo segmento apresenta números de dança alegres e termina com uma performance inspirada por Marilyn Monroe. A terceira seção apresenta um tema egípcio com fogos de artifício e acrobacias. O quarto segmento apresenta rotinas de dança energéticas e costumes da motocicleta. O bis começa com um interlúdio de vídeo de Spears a capturar o stalker e é seguido por duas performances em que ela venceu um grupo de ninjas.  Embora muito criticada, a tour foi uma das mais lucrativas do ano. A turnê contou com participação especial de Nicki Minaj e Sabi em alguns shows no Estados Unidos. Alguns o descreveram como seu show mais divertido e ainda elogiaram o desempenho de Spears e o fato de ela ter cantado mais mas outros criticaram a sua dança. A turnê e a 11ª mais lucrativa do ano com 68.5 milhões. Está também foi a primeira turnê de Spears a voltar ao Brasil depois de 10 anos de sua primeira visita no Rock In Rio.

## Antecedentes

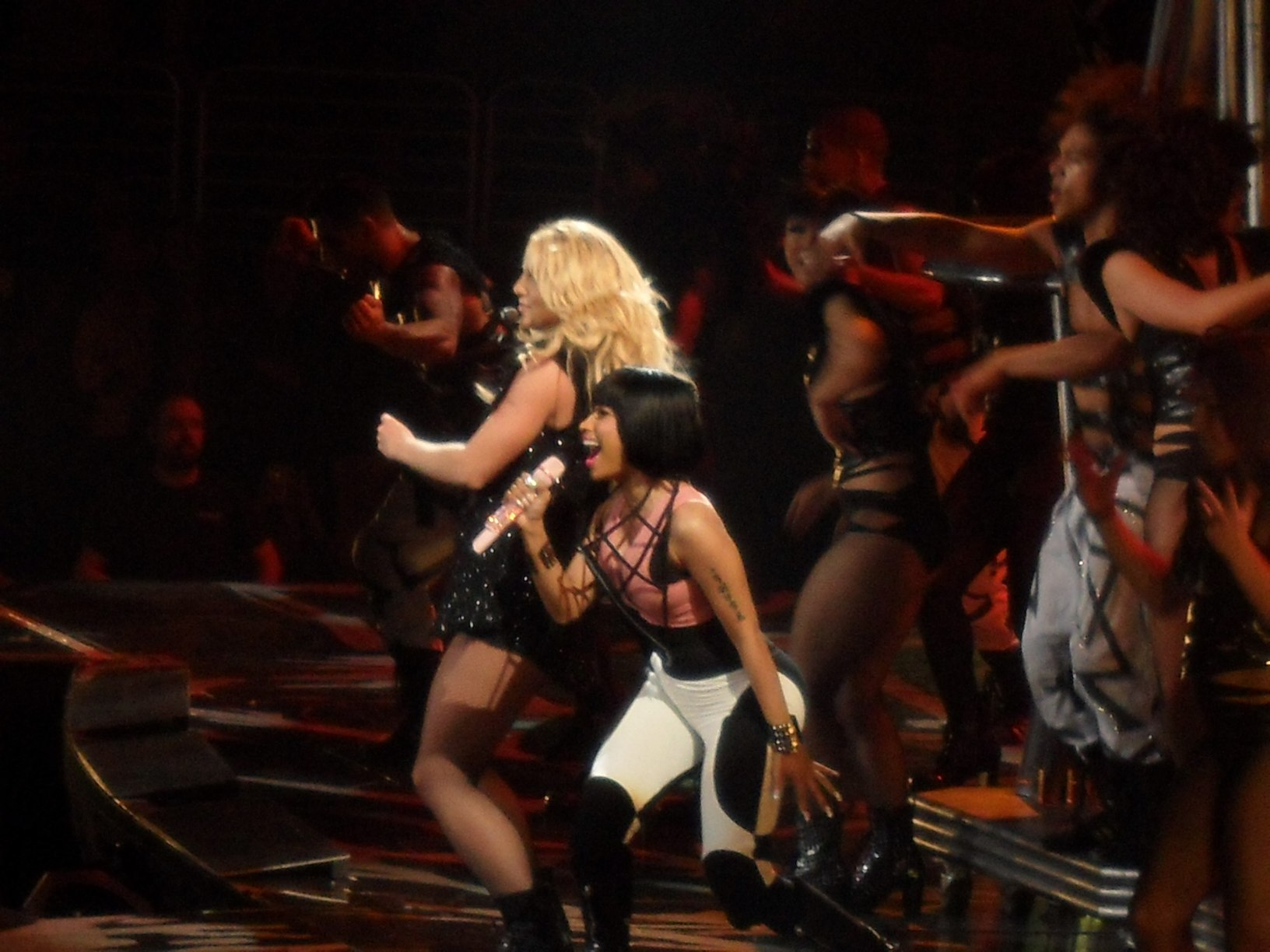
Spears e Nicki Minaj performando Till the World Ends.

Em uma entrevista na rádio no Ryan Seacrest em 4 de março de 2011, Spears afirmou que faria uma turnê de verão nos Estados Unidos, como suporte do álbum Femme Fatale.
 Em 29 de março de 2011 após suas apresentações no Good Morning America, Britney revelou que entraria em turnê com Enrique Iglesias, a partir de junho de 2011. Horas após o anúncio, foi relatado pela Billboard que Enrique Iglesias teria desistido da turnê. Segundo Ray Wedell da Billboard o motivo teria sido pelo fato de Britney ter sido noticiada como atração principal, enquanto que Iglesias abriria apenas os shows. As primeiras 26 datas na América do Norte também foram anunciados em 29 de março de 2011. Os atos de abertura foram anuciados de 12 de abril de 2011. Spears declarou, "Essa é uma turnê femme fatale, e estou muito feliz de ter Nicki Minaj, Jessie and the Toy Boys e as Nervo na pista de dança, mal posso esperar para iniciar". Os ingressos começaram a serem vendidos a partir de 30 de abril nos sites Ticketmaster e Live Nation.
Em maio de 2011, foi anunciado que Spears seria manchete no Summerfest em 09 julho de 2011, no Anfiteatro Marcus em Milwaukee. Ela já comandou o festival em 08 de julho de 2000, durante a Oops!... I Did It Again World Tour, e teve que cancelar sua performance durante a The Onyx Hotel Tour em 2004 devido a uma lesão no joelho. O diretor do Entretenimento Summerfest Bob Babisch disse: "Vai ser uma festa grande dança. [...] Esta vai ser a maior produção que já colocamos no Marcus Amphitheatre. Há um impulso que sai do palco com cerca 80 pés, e é cerca de 80 metros de largura, e há todos os tipos de coisas que voam dentro e fora".

## Desenvolvimento

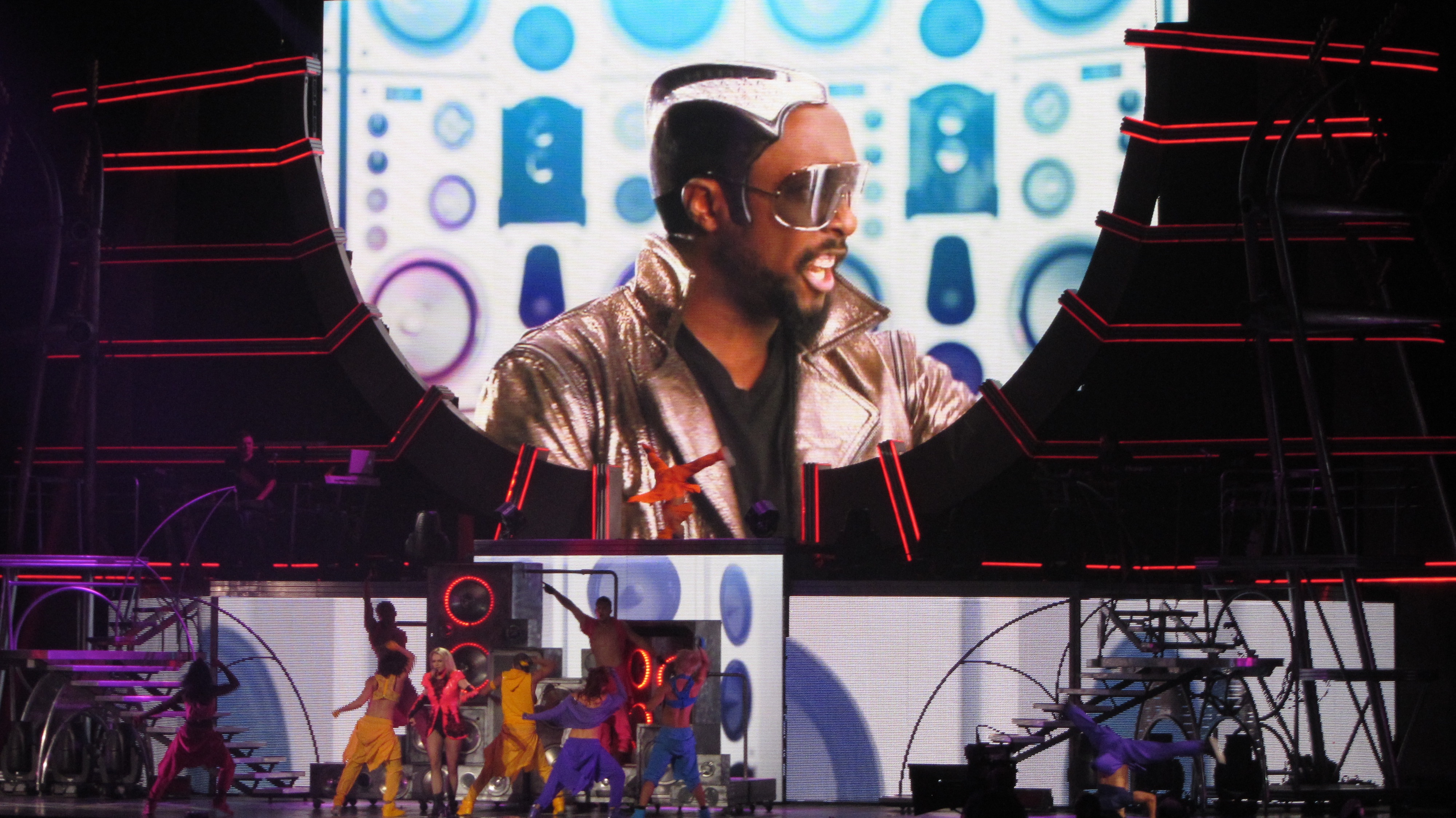
Britney Spears Femme Fatale Concert in Toronto

Em março de 2011 Larry Rudolph, emprésario de Britney, disse à MTV que a turnê teria um "vibe pós-apocalíptico" e que o segundo single do álbum, "Till the World Ends" seria o tema principal da turnê. Ele também confirmou Jamie King como diretor da turnê. Em 21 de abril de 2011, Friedman confirmou que ele havia saido da turnê devido a conflitos de agenda com a sua série. Em 30 de abril de 2011, um vídeo de Spears ensaiando "How I Roll" do Femme Fatale com seus dançarinos surgiram online. Em uma entrevista em vídeo postado no site oficial de Spears, ela declarou: "A turnê Femme Fatale, esperemos que será apenas escandalosamente espetacular. Eu só estou esperando que os coreógrafos surgirão com apenas as coisas mais escandalosas, e estou muito animada. Este é um dos projetos de que eu fiquei mais animada em um longo tempo por isso eu não posso esperar". Em 11 de maio de 2011, Sabi falou à MTV News em um jantar do projeto St. Bernard, hospedada por Spears, afirmando que ela iria se juntar a Spears durante a performance de "(Drop Dead) Beautiful" em datas selecionadas tais como em Los Angeles, Las Vegas e Nova Iorque. Em 7 de junho de 2011, surgiu um vídeo on-line de Spears de ver o palco pela primeira vez, junto com uma passagem de som da música e encenação de "Hold It Against Me". De acordo com Jocelyn Vena da MTV, o palco "tem tudo: luzes, telões, pista de neon de cor funky, lasers, elevadores e asas de borboleta gigante". Em entrevista ao Entertainment Tonight em 8 de junho de 2011, Spears disse sobre o show,
| “ | Estou muito animada. Provavelmente vou estar extremamente nervosa um dia antes. Nós estamos trabalhando duro, já faz dois meses, e tudo está caminhando realmente bem. [...] [O show] pode ser uma espécie de [coisa penosa], especialmente quando você está no palco e está no seu oitavo número, você fica realmente sem fôlego e está como, 'Como posso fazer o resto do show?' Mas eu venho treinando há algum tempo e de fato — antes de eu vir para os ensaios — estive fazendo ginástica e coisas assim, então não vou ficar nessa situação. | ” |

O figurino foi feito por Zaldy Goco, que explicou, "Há um roteiro criativo feito pelo diretor, Jamie King, e é uma coisa toda sobre a femme fatale e femme fatales ao longo dos tempos, por isso temos todos os tipos de fantasias, onde ela é várias pessoas mudando ao longo do show". Goco também comentou que a inspiração para o figurino foi "A própria Britney [...] Ela é uma garota muito sexy." Entre os equipamentos que Goco em entrevista ao Extra antes do início da turnê foram um revestimento de látex rosa, um bodysuit nude, e inspirado em Marilyn Monroe, um vestido branco esvoaçante, vários gladiador-inspirada ouro espelhado opções, rosa-cromo-studded de couro e denim, bem como um "Toxic" catsuit de inspiração. Para o final, ela foi revelada a vestir um kimono, com uma versão anime de si mesma serigrafia em uma luva, ao longo de um bodysuit, espumante preto com luzes LED incorporada.

## Atos de Abertura
América do Norte
- Nicki Minaj (A partir do show em Sacramento até Toronto)
- Jessie and the Toy Boys (A partir do show em Sacramento até Uniondale)
- The Nervo Twins (A partir do show em Sacramento até Uniondale)
- Joe Jonas (East Rutherford)
- DJ Pauly D  (A partir do show em East Rutherford até Charlotte)
- Destinee & Paris (A partir do show em Grand Rapids até Charlotte)

Europa
- Joe Jonas (São Petersburgo até Londres)
- Destinee & Paris
- DJ Adam O’Neill (Sheffield)
- The Wanted  (Newcastle até Lisboa)

América do Sul
- Copacabana Club (Brasil)
- Teen Angels (Somente na Argentina)
- Howie Dorough (Backstreet Boys) (Argentina até Venezuela)

## Setlist
Bloco 1: Femme Fatale (Contém elementos de "Oops!... I Did It Again")
1. "Hold It Against Me"
2. "Up N' Down"
3. "3"
4. "Piece of Me"

Bloco 2: Sweet Seduction (Contém elementos de "My Prerogative")
1. "Big Fat Bass"
2. "How I Roll"
3. "Lace and Leather"
4. "If U Seek Amy" (Hollywood Remix)

Bloco 3: The Temptress
1. "Gimme More" (Egito Remix, contém extratos de "Get Naked (I Got A Plan)")
2. "(Drop Dead) Beautiful"
3. "He About To Lose Me" (performada até o dia 1º de julho de 2011)
4. "Boys" (Arabia Remix, contém elementos de "Boys: The Co-Ed Remix]")
5. "Don't Let Me Be The Last To Know" (performada antes de "Boys" 1º de julho de 2011)

Bloco 4: Code Name: Trouble
1. "...Baby One More Time" / "S&M (Remix)"
2. "Trouble for Me"
3. "I'm a Slave 4 U"
4. "Burning Up"  (Cover de Madonna, contém elementos de "Me Against the Music", performada até o dia 15 de julho de 2011)
5. "I Wanna Go"
6. "Womanizer" (Electro/Trance Remix)

Bloco 5: Sexy Assassin  (Contém elementos de "Scary" e "I'm A Slave 4 U") 
1. "Toxic" (Japão Remix, contém elementos de "Toxic: Peter Rauhofer Reconstruction Mix Edit))
2. "Till the World Ends" (contém elementos de "Till the World Ends: The Femme Fatale Remix")

## Dançarinos
Britney teve 15 dançarinos na turnê.
- Chase Benz (capitão de dança)
- Sophia Aguiar
- Gee Alexander
- Ava Bernstine
- Luke Broadlick
- Marco da Silva
- Jae Fusz
- Adrien Galo
- Zach Lattimore
- Jian Pierre Louis
- Cat Rendic
- Jose Ruiz III
- Sohey Sugihara
- Maria Wada
- Alex 'Shorty' Welch